# Шинков Турн
Шинков Турн (словен. Šinkov Turn) — поселення в общині Водиці, Осреднєсловенський регіон, Словенія. 
Висота над рівнем моря: 347,9 м.